# Uromyces elegans
Uromyces elegans ist eine Ständerpilzart aus der Ordnung der Rostpilze (Pucciniales). Der Pilz ist ein Endoparasit des Hülsenfrüchtlers Trifolium carolinianum. Symptome des Befalls durch die Art sind Rostflecken und Pusteln auf den Blattoberflächen der Wirtspflanzen. Sie ist im Südwesten der USA verbreitet.

## Merkmale

### Makroskopische Merkmale
Uromyces elegans ist mit bloßem Auge nur anhand der auf der Oberfläche des Wirtes hervortretenden Sporenlager zu erkennen. Sie wachsen in Nestern, die als gelbliche bis braune Flecken und Pusteln auf den Blattoberflächen erscheinen.

### Mikroskopische Merkmale
Das Myzel von Uromyces elegans wächst wie bei allen Uromyces-Arten interzellulär und bildet Saugfäden, die in das Speichergewebe des Wirtes wachsen. Ihre Spermogonien sind nicht bekannt. Die unterseitig auf den Wirtsblättern wachsenden Aecien der Art sind kurz und weißlich. Ihre hyalinen Aeciosporen sind 17–19 × 14–18 µm groß, kugelig bis ellipsoid und warzig. Die Uredien des Pilzes wurden bislang nicht beobachtet. Die Uredosporen sind stachelwarzig. Die beidseitig und an Stängeln wachsenden Telien der Art sind dunkel zimtbraun, pulverig und unbedeckt. Die gold- bis hell kastanienbraunen Teliosporen sind einzellig, in der Regel kugelig bis langellipsoid, warzig und meist 21–24 × 17–20 µm groß. Ihre Stiele sind farblos.

## Verbreitung
Das bekannte Verbreitungsgebiet von Uromyces elegans reicht von South Carolina bis nach Arkansas und Texas.

## Ökologie
Die Wirtspflanzen von Uromyces elegans ist Trifolium carolinianum. Der Pilz ernährt sich von den im Speichergewebe der Pflanzen vorhandenen Nährstoffen, seine Sporenlager brechen später durch die Blattoberfläche und setzen Sporen frei. Die Art durchläuft einen makrozyklischen Entwicklungszyklus mit Spermogonien, Aecien, Telien und Uredien. Als heteroöker Parasit macht sie keinen Wirtswechsel durch.